# Entropium
Das Entropium oder Lideinstülpung (auch als Rolllid bezeichnet) ist eine Fehlstellung des Augenlids, meist des unteren. Das Lid ist einwärts gekehrt, so dass die Wimpern auf der Hornhaut schleifen, was Trichiasis genannt wird.

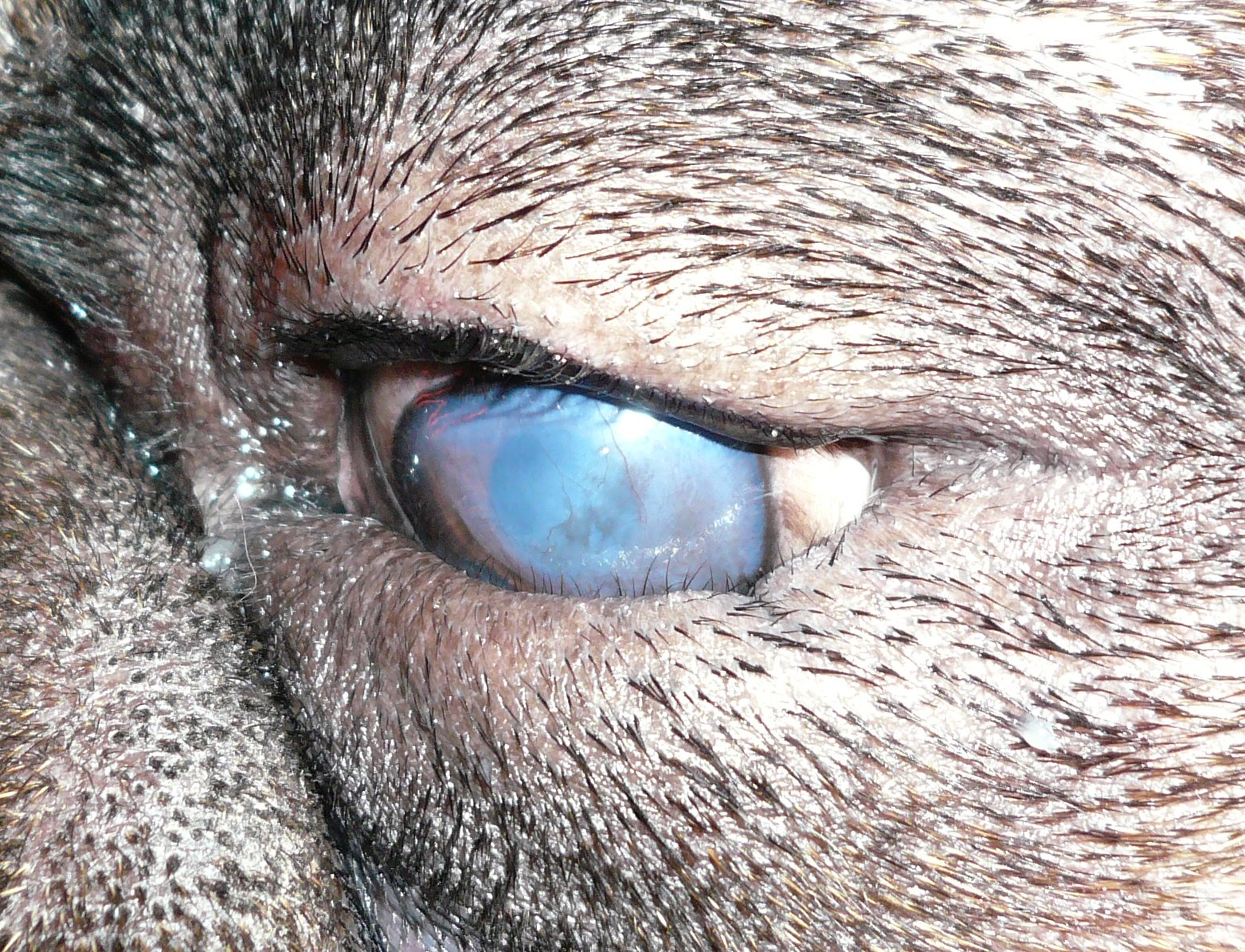
Entropium bei einem Bull-Mastiff

## Ursachen
- Im ringförmigen Schließmuskel des Augenlids (Musculus orbicularis oculi) sind die Spannungen der Fasern unterschiedlich. Die lidrandnahen Fasern des Musculus orbicularis oculi sind stärker gespannt oder die Fasern des Lidöffner-Muskels sind erschlafft. Dies tritt vor allem bei Menschen mit höherem Lebensalter auf und wird dann Entropium senile genannt.
- Bei einem anhaltenden „Lidkrampf“, einem sogenannten Blepharospasmus, werden die lidrandnahen Fasern zusammengezogen. Es wird von einem Entropium spasticum gesprochen.
- Geschrumpfte Narben auf der Bindehaut, beispielsweise beim Trachom, führen zu einem Einwärtsdrehen des Lides. Es wird von einem Narbenentropium oder einem Entropium cicatriceum gesprochen.

## Symptome
Durch das Reiben der Wimpern auf Horn- und Bindehaut entsteht das Gefühl, dass sich ein Fremdkörper im Auge befindet, was in Form der Wimpern ja auch der Fall ist. Wird der Reizzustand chronisch, entstehen Rötungen und dauernder Tränenfluss. Da das Tränenpünktchen durch das Entropium nicht mehr am Auge ist, können die Tränen auch nicht mehr in die Nase abfließen und dadurch wird das Tränen der Augen verursacht. Außerdem ist das ganze sehr schmerzhaft, denn die Hornhaut ist der schmerzempfindlichste Punkt im Auge. Die Hornhaut ist durch Entzündungen und Narben gefährdet. Eine Verminderung der Sehschärfe kann die Folge sein.

## Therapie
In leichten Fällen kann ein Heftpflaster auf das untere Lid geklebt werden, so dass der Lidrand unter Zug steht und sich wieder nach außen kehrt. In schwereren Fällen muss mit einer Operation aus dem Lid Haut- und Muskelgewebe entfernt werden.

## Prognose
Nach Operationen kommt es oft zu einem Rückfall, was eine erneute Operation notwendig macht. In leichten Fällen ist die Prognose gut, wenn rechtzeitig behandelt wird. Ist das Entropium angeboren, bildet es sich häufig von selbst zurück.